# Olivier Nussbaum
 (janvier 2021).
Si vous disposez d'ouvrages ou d'articles de référence ou si vous connaissez des sites web de qualité traitant du thème abordé ici, merci de compléter l'article en donnant les références utiles à sa vérifiabilité et en les liant à la section « Notes et références ».
Olivier Nussbaum (né le 1er octobre 1967  à la Chaux-de-Fonds) est un bassiste et contrebassiste suisse.

## Biographie
Olivier Nussbaum fait ses premiers pas en musique à l’âge de six ans. Il suit alors des cours de rythmique, de flûte puis de flûte traversière au conservatoire de la Chaux-de-Fonds.
Influencé depuis quelques années déjà par les Beatles, Il s’intéresse en 1980, à la guitare électrique. Mais c’est finalement vers la basse qu’il se tourne (pour les besoins de la cause) car le groupe de son grand frère manque cruellement de bassiste. Dès lors, il ne cesse de jouer dans différentes formations de blues et de rock et de se produire sur les scènes de sa région. En 1986, il enregistre son premier disque avec le Groupe Chrysalide No illusions as we change et passe avec ce dernier dans différentes émissions télévisées sur la TSR et France 3.
Sa première révolution musicale se passe quelques années plus tard lorsqu’il fait la découverte du bassiste Jaco Pastorius dans l’album Heavy Weather de Weather Report. Il s’intéresse dès lors à développer son instrument sur le plan technique, rythmique, mélodique et harmonique. Il prend des cours avec Dan Gigon pour la technique instrumentale et avec Maurizio Peretti pour l’étude de l’harmonie.
En 1987, il suit les cours à l’école de jazz de Fribourg, où il étudie la basse avec le guitariste Francis Coletta, le solfège et l’harmonie-jazz avec Max Heidiger et les arrangements avec Max Jendly. 
En 1988, Olivier Nussbaum entre dans le groupe « Sextett Art Ensemble » qui se compose alors de Mathieu Schneider (fl), Vital Frischtknecht (g), Alexandre Nussbaum (vb), Vincent Bouduban (p) et Alain Tissot (dr). Cette même formation collabore à la création de Jade ou l’éclat de l’ombre avec la compagnie de danse zurichoise « Jolanda Meier » qui se joue à plusieurs reprises dans tout l’arc jurassien. C’est à ce moment-là qu’Olivier Nussbaum passe au statut de musicien professionnel.

## En bref
Au long de sa carrière musicale, Olivier Nussbaum a déjà eu l'occasion de collaborer à plusieurs formations de jazz allant du duo au big band et à plus d'une vingtaine de créations multimédias. Que ce soit en Suisse ou à l'étranger (France, Italie, Belgique, Allemagne, Autriche, Angleterre, Pologne, Île Maurice, Canada, Cuba, Colombie), sur scène ou en studio, il a eu le plaisir de jouer aux côtés de musiciens d'exception.
Après avoir acquis une solide expérience en tant que bassiste électrique, il se passionne pour les sonorités acoustiques de la contrebasse et par ses multiples facettes. Il développe alors un discours visant à l'essentiel, valorisant l'aspect intuitif et spontané de son jeu. Les différents aspects de la composition, de l'improvisation et de la recherche sonore le captivent et sont les ingrédients qui nourrissent sa démarche musicale au quotidien.
Dès 2005, Il collabore au développement des projets novateurs chez le luthier Duvoisin & Co, De plus il est soutenu sur le plan logistique (endorsement) par l'importateur européen (Ace Guitars) des basses Warrior, le constructeur suédois d'amplificateurs EBS, et le fabricant américain de cordes GHS, marquant ainsi une reconnaissance au-delà des frontières helvétiques.
Il s'est produit dans divers festivals de renommée internationale tels que le "Festival International Jazz Plaza" de la Havane à Cuba, Festival international de jazz de Montréal Canada, les "Euro Pop Days" de Fribourg-en-Brisgau en Allemagne, le Festival international de musique universitaire (FIMU) à Belfort en France, le Festival d'Avignon en France ou encore le "Francosonic Festival of London" en Angleterre.
Avec diverses formations, en Suisse comme à l'étranger, il côtoie sur scène ou en studio, parmi d'autres, le Béninois Lionel Loueke, les Canadiens Charles Papasoff, François D'Amours, Jean-Pierre Zannella, les Anglais Dave O'Higgins et Steve Grant, l'Allemand Wolfgang Obert, le Français Denis Leloup, le Yougoslave Stepko Steve Gut, le Russe Arkadi Shilkloper et les Suisses Thierry Lang, Matthieu Michel, John Voirol, Popol Lavanchy, Jean-François Bovard, Julien Monti, Michel Zbinden, Émilien Tolk, Alain Tissot, Mathieu Schneider, Serge Kottelat, Marcos Jimenez, Claude Berset, Lucien Dubuis, Maurizio Peretti, Jacques Ditisheim, Christophe Berthet, Teddy Bärlocher, Hans Koch ou encore Matthias Ziegler pour ne citer qu'eux. 
En 2008, il sort un album solo et monte un projet multimédia (Naïma) avec le collectif  Anyma et Size. En 2010, il présente avec Stéphane Mercier (Size). Une nouvelle création, Le Tour du Cadran, dans le cadre du Festival TSKZ. Ils jouent ensuite cette performance de 12 heures, au musée d’ethnographie de Neuchâtel dans le cadre de la Nuit des Musée et au Festival du Stand’été à Moutier.
Il joue actuellement dans différents créations et formations telles que Grand Reportage Ensemble, Inside Out, Alias 4tet et Oblivion trio entre autres. 
Olivier Nussbaum enseigne dans le cadre du  département jazz du Conservatoire de musique neuchâtelois (basse, contrebasse) et à la Haute École de Musique de Genève, site de Neuchâtel (ateliers d'improvisation libre et improvisation jazz, didactique de l'improvisation et didactique de groupe). De plus, il anime dans le domaine privé des ateliers collectifs de musique improvisée et de créativité.